# Ptychadena
Ptychadena is een geslacht van kikkers uit de familie Ptychadenidae. De groep werd voor het eerst wetenschappelijk beschreven door George Albert Boulenger in 1917. Oorspronkelijk werd de wetenschappelijke naam Limnophilus  gebruikt.
Er zijn 49 soorten die voorkomen in Afrika; in Egypte en delen van Afrika ten zuiden van de Sahara. Op Madagaskar, de Seychellen en de Mascarenen zijn verschillende soorten geïntroduceerd.

## Taxonomie
Geslacht Ptychadena
- Soort Ptychadena aequiplicata
- Soort Ptychadena anchietae
- Soort Ptychadena ansorgii
- Soort Ptychadena arnei
- Soort Ptychadena bibroni
- Soort Ptychadena boettgeri
- Soort Ptychadena broadleyi
- Soort Ptychadena bunoderma
- Soort Ptychadena christyi
- Soort Ptychadena chrysogaster
- Soort Ptychadena cooperi
- Soort Ptychadena erlangeri
- Soort Ptychadena gansi
- Soort Ptychadena grandisonae
- Soort Ptychadena guibei
- Soort Ptychadena harenna
- Soort Ptychadena hylaea
- Soort Ptychadena ingeri
- Soort Ptychadena keilingi
- Soort Ptychadena longirostris
- Soort Ptychadena mahnerti
- Soort Ptychadena mapacha
- Soort Ptychadena mascareniensis
- Soort Ptychadena mossambica
- Soort Ptychadena nana
- Soort Ptychadena neumanni
- Soort Ptychadena newtoni
- Soort Ptychadena nilotica
- Soort Ptychadena obscura
- Soort Ptychadena oxyrhynchus – Afrikaanse graskikker
- Soort Ptychadena perplicata
- Soort Ptychadena perreti
- Soort Ptychadena porosissima
- Soort Ptychadena pujoli
- Soort Ptychadena pumilio
- Soort Ptychadena retropunctata
- Soort Ptychadena schillukorum
- Soort Ptychadena stenocephala
- Soort Ptychadena straeleni
- Soort Ptychadena submascareniensis
- Soort Ptychadena subpunctata
- Soort Ptychadena superciliaris
- Soort Ptychadena taenioscelis
- Soort Ptychadena tellinii
- Soort Ptychadena tournieri
- Soort Ptychadena trinodis
- Soort Ptychadena upembae
- Soort Ptychadena uzungwensis
- Soort Ptychadena wadei

Hildebrandtia · 
Lanzarana · 
Ptychadena